# Invaziile maghiarilor în Europa

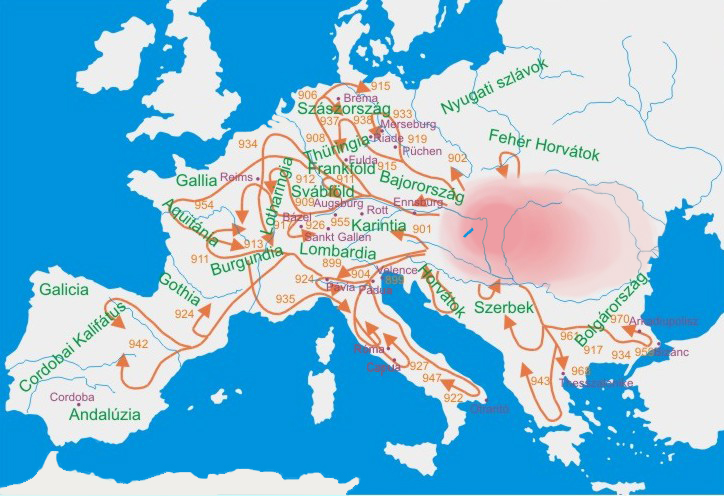
Invaziile maghiarilor în secolul al X-lea

Invaziile maghiarilor în Europa au avut loc în secolele al IX-lea și al X-lea, în contextul mai larg al atacurilor asupra continentului a trei grupuri: vikingii, musulmanii și ungurii. Pe termen scurt, invaziile au produs uriașe pierderi materiale și umane dar, pe termen lung, toate aceste grupuri au fost absorbite de populația europeană și au devenit elemente constituente ale noii civilizații europene .

## Istoric

### Mai înainte de așezarea în Panonia (secolul al IX-lea)

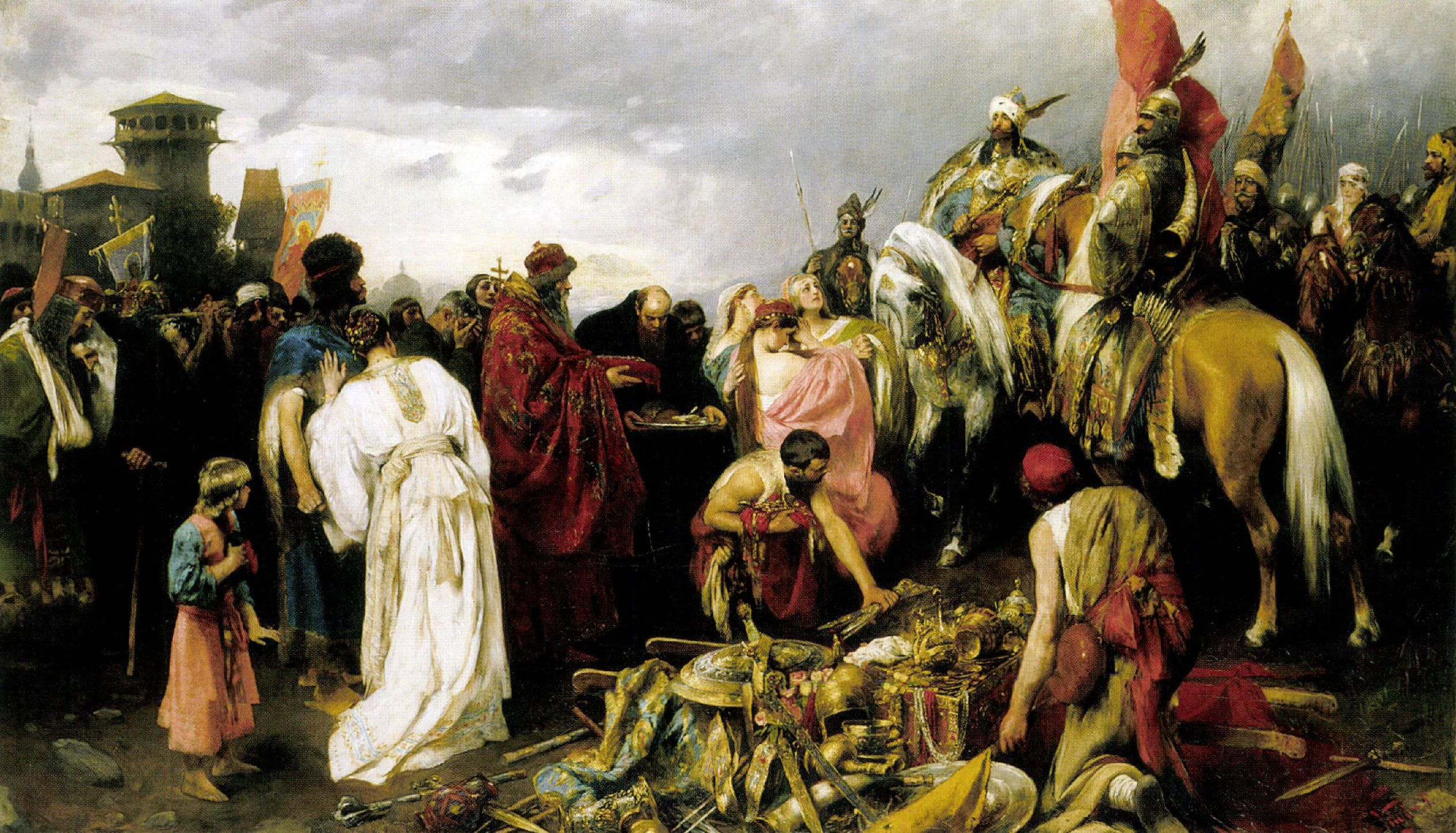
Ungurii la Kiev

Prima menționare a războinicilor maghiari datează de la începutul secolului al IX-lea. În 811, hanul bulgar Krum  a primit ajutorul maghiarilor împotriva împăratului bizantin Nicefor I Genikos, pe care l-a învins în bătălia din Pasul Vărbița din Munții Balcani.
Cronicarul grec Ghiorghios Hamartolus a menționt într-un dintre scrierile sale de pe la 837 că Țaratul Bulgar a fost interesat să se alieze cu ungurii.
Constantin al VII-lea Porfirogenet a scris în lucrarea sa  De Administrando Imperio că haganul și comandantul militar al hazarilor i-au cerut împăratului Theophil să le ofere cetatea Sarkel. Se consideră că această mențiune are legătură cu ungurii, de vreme ce fortăreața le-ar fi fost necesară hazarilor pentru a se apăra de maghiari, singurul inamic de care ar fi trebuit să se teamă în acea vreme.  Ahmad ibn Rustah a scris în secolul al X-lea că „mai înainte, hazarii s-au întărit împotriva atacurilor maghiarilor și a altor popoare”.
În 860–861, soldații maghiari au atacat convoiul  lui Chiril de Salonic, dar acesta din urmă a reușit să negocieze o încheiere pașnică a conflictului. Sfântul Chiril călătorea la curtea de la Chersonesos. 
Învățații musulmani au notat atacurile regulate ale maghiarilor asupra triburilor slave, din rândul cărora luau sclavi pe care îi vindeau în  Kerci negustorilor bizantini.
Există unele informații despre raidurile maghiarilor în Francia Răsăriteană în 862.
În 881, ungurii și kavarii au atacat Francia Răsăriteană, ale cărei trupe le-au înfruntat în două bătălii, primii (ungari) la Wenia (probabil Viena) și ceilalți (cowari) la Culmite (probabil Kulmberg ori Kollmitz în Austria).  În 892, după cum este notat în Annales Fuldenses, regele Arnulf a atacat Moravia Mare, iar maghiarii au luptat alături de trupele sale. După 893, bizantinii au transportat peste Dunăre trupele maghiare aliate și împreună i-au învins pe bulgari în trei bătălii. În 894, maghiarii au invadat Panonia ca aliați ai moravilor regelui Svatopluk I.

### După cucerirea Panoniei (secolul al X-lea)
Vedeți și: Principatul Ungariei

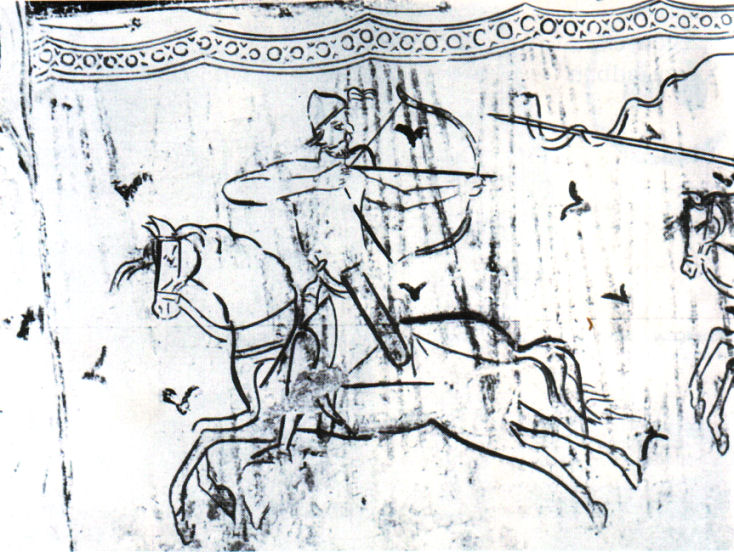
Frescă din Italia înfățișând un războinic maghiar

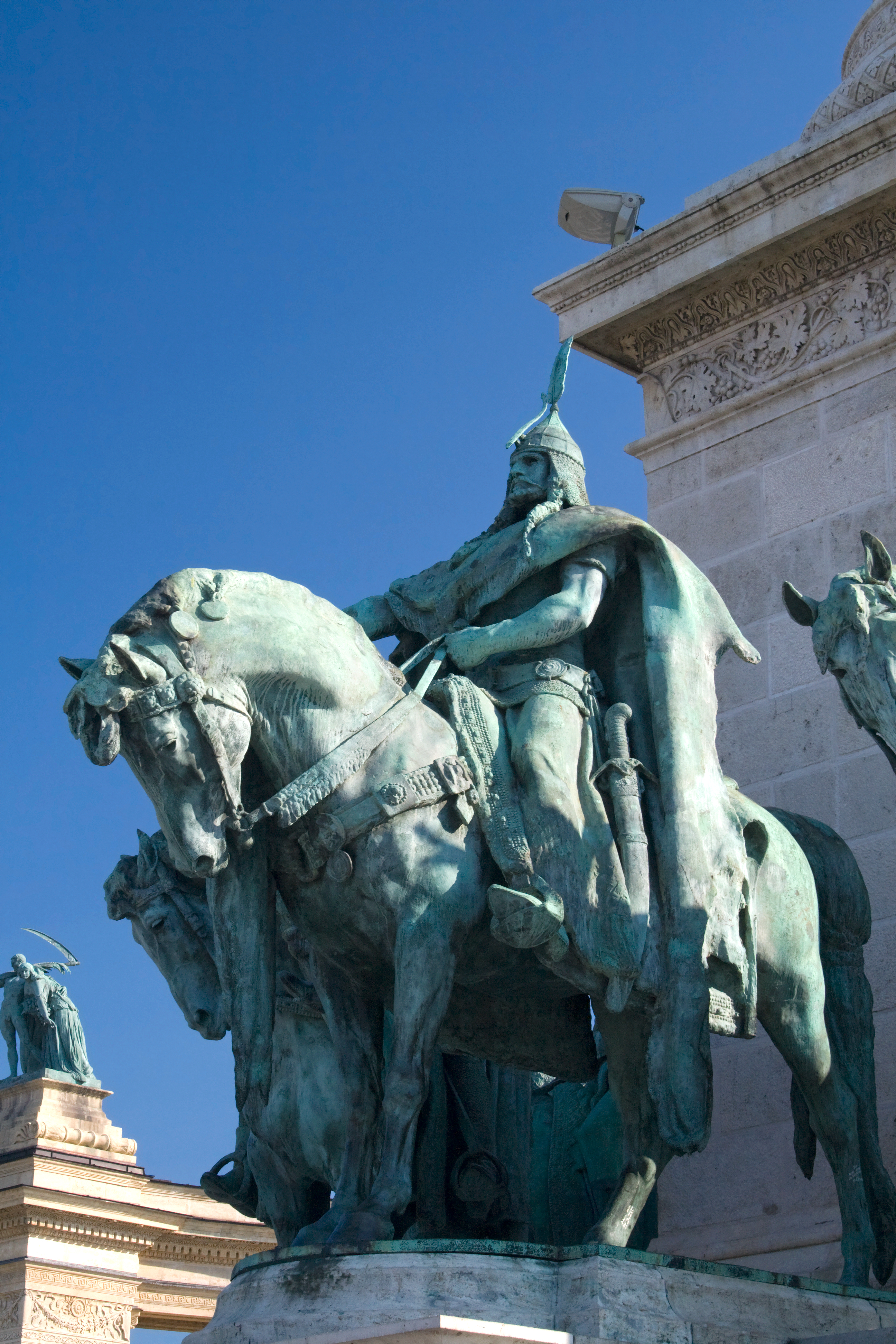
Statuia lui Árpád din Budapesta

În jurul anului 896, cel mai probabil sub conducerea lui Árpád, ungurii au traversat Munții Carpați și au intrat în Câmpia Panonică.
În 899, maghiarii au invadat regiunea nordică a Italiei și au jefuit zona orașelor Treviso, Vicenza, Verona, Brescia, Bergamo și Milano.  În aceeași perioadă, ungurii l-au înfrânt pe cneazul croat Braslav. În 901, maghiarii au reluat raidurile în Italia. Un an mai târziu, ei au lansat o campaniei împotriva Moraviei Mari, reușind în cele din urmă să contribuie la dispariția acestui stat. După anul 900, aproape în fiecare an, maghiarii au lansat raiduri de jaf atât în vest, împotriva statelor catolice, cât și în răsărit, împotriva bizantinilor ortodocși. În 905, regele Berengario de Friuli a semnat o amicitia cu maghiarii pentru 15 ani, ceea ce a asigurat o perioadă lungă de pace pentru Italia.
În perioada 907-910, maghiarii au reușit să obțină trei victorii importante împotriva armatelor france: în 907 la Pressburg,în 908 la Eisenach și în 910 la Augsburg.
Unități mici de cavalerie maghiară au ajuns în 915 până la Bremen. În 919, după moartea lui Conrad I al Germaniei, ungurii au atacat Saxonia, Lotharingia și Francia Occidentală. Între 917 și 925, maghiarii au atacat Basel, Alsacia, Burgundia, Provența și regiunea Pirineilor .
„Cronica de la Duklja” (manuscris din secolul al XII-lea) amintește că pe la 925 regele Tomislav al Croației a reușit să îi înfrângă pe maghiarii care îi invadaseră regatul, dar veridicitatea acestei informații este pusă la îndoială datorită faputului că nu există o altă înregistrare.
În 926, ungurii au jefuit Suabia și Alsacia și și-au continuat campania militară până în Luxemburg și pe malurile Atlanticului.   În 933, o mare armată maghiară a atacat Saxonia, dar regele Henric I al Germaniei a obținut o victorie decisivă la Merseburg. Maghiarii au continuat campaniile în vest împotriva Burgundiei (935) și Saxoniei (936). În 937, ungurii au efectuat noi raiduri în vest fiind atacate Reims, Lotharingia, Suabia, Franconia și Burgundia și Italia ajungând până la Otranto in sud.. Maghiarii au continuat atacurile asupra Bulgariei și Imperiului Bizantin, reușind să ajungă până în fața porților Constantinopolului. Bizantinii au fost obligați să le plătească o „taxă” pentru următorii 15 ani. În 938, ungurii au reluat atacurile împotriva Saxoniei În 940 au devastat zona Romei. În 942, raidurile ungurilor au atins Spania musulmană, conform croncii lui Ibn Hayyan.  În 947, Taksony a condus un raid în Italia, ajungând până la Apulia. Regele Berengar al II-lea a fost obligat să le plătească ungurilor o mare sumă de bani pentru a se retrage.
Bătălia de la Lechfeld avea să pună capăt raidurilor maghiarilor în vest, deși atacurile lor asupra Imperiului Bizantin au continuat până în 970.

## Tactici

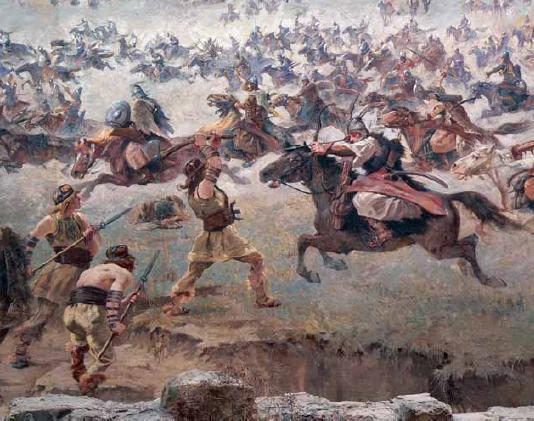
Războinic maghiar

Armatele ungurilor erau formate în principal din călăreți ai cavaleriei ușoare, caracterizată print-un grad de mobilitate foarte mare. Ungurii atacau fără veste, jefuiau rapid zona și plecau mai înainte ca forțele defensive să poată organiza un răspuns. Atunci când erau nevoiți să lupte, călăreții unguri își atacau inamicii cu valuri de săgeți și mimau mai apoi fuga de pe câmpul de bătălie. În cazul în care inamicii lor rupeau rândurile pentru ca să plece în urmărire, cavaleriștii maghiari se reîntorceau în luptă pentru înfrângerea oponenților dispersați

## Urmări
Ungurii au fost ultimul popor invadator care și-a stabilit o prezență permanentă în Europa Centrală. În anii care au urmat „descălecării”, ungurii au adoptat un sistem politic asemănător celor din Europa Occidentală, au fondat un regat creștin și, din punct de vedere militar, au adoptat tacticile apusene, inclusiv folosirea pe scară largă a cavaleriei grele.

## Resurse internet
- Hungary in the Carpathian Basin